# Mãe Bada de Oxalá
Maria da Purificação Lopes, Mãe Bada de Oxalá, Olufã Deii, (Salvador, meados do século dezenove — 1941) iaquequerê, assumiu temporariamente os destinos do terreiro de candomblé Ilê Axé Opô Afonjá em Salvador, após o falecimento de Eugênia Ana dos Santos, Mãe Aninha, Ọbá Bii.

## Biografia
Mãe Bada assumiu temporariamente o dia-a-dia do Axé, após o falecimento de Mãe Aninha. Segundo relato de Mãe Stella:
”Mãe Bada-(Olufã Deii)- idosa e doente, assumiu temporariamente os destinos do Axé Opó Afonjá. Com a ajuda de Mãezinha-Iwin Tòna, iaquequerê, e senhora, Oxum Muiuá, a ossidagã, iniciou um barco de iaô, a exemplo de Honorina, Senhorasinha, José, filho de Honorina. Lembro-me de mãe Bada (eu a chamava de avó), apesar de muito jovem, olhar altivo, bondoso, falava meio enrolado, misturando iorubá com português. Minha avó Bada era pessoa de confiança de mãe Aninha, uma das fundadoras do Axé, Iá Obá Bii a chamava de mãe.

A anciã era uma expert em coisas da religião. Entendia, a fundo dos mistérios do Orixá, iniciou várias pessoas em outros terreiros da Bahia. Naqueles tempos, o povo-de-santo era mais unido, entrosado. Havia mais visitas e troca de ideias, talvez, também pelas constantes perseguições policiais. Procópio, Ciríaco, Bernadino frequentavam as festividades de São Gonçalo. (...)

(...) Assim, foi mãe Bada a "desempatadora" oficial de questões conflitantes, litúrgicas, do Candomblé desta terra. Seu nome era Maria da Purificação Lopes. Ocupou, antes do falecimento da fundadora, o posto de Barô, espécie de conselheira.
Segundo o Sr. José de Ribamar Feitosa Daniel, Mãe Bada ajudou muitos terreiros a solidificarem-se, iniciou várias pessoas em outros terreiros da Bahia, a exemplo do reconhecido Oxumarê, na Avenida Vasco da Gama, em Salvador, e o terreiro de Ciriaco (Manoel Ciriáco de Jesus) Neste último, no ano de 1936 iniciou na nação iorubá (nagô, Queto) o jovem Taoiá (falecido) e a menina Carmelita Luciana de Souza (Carmelita Luciana Pinto, depois do casamento), então com sete anos. Carmelita (Carmélia) também filha de Oxoguiã é conhecida por "Xagui". Mãe Xagui, quase octogenária, é a ialorixá de terreiro sito no Pero Vaz (Salvador) fundado por sua mãe Archanja Maria de Brito (Cassutu) filha de Xangô iniciada pela gaucha Maria Neném, a qual fora igualmente a mãe-de-santo de Ciriaco e Bernardino do tradicional terreiro angola Bate Folha.
Deoscóredes Maximiliano dos Santos, Mestre Didi, em seu livro História de Um Terreiro Nagô, escreve:
"Depois de realizadas todas as obrigações e preceitos de acordo com a liturgia da seita, e tudo regularizado dentro do Axé Opô Afonjá, Maria Bibiana do Espírito Santo - Senhora -, filha legítima de Félix do Espírito Santo e Claudiana do Espírito Santo, nascida no dia 31 de março de 1900, na Ladeira da Praça, em Salvador, ficou, como era de direito, devido à sua tradicional família da nação Queto, com o título de Ialaxé Opô Afonjá (mãe da força espiritual que mantém o Axé Opô Afonjá) , dirigindo os destinos do terreiro, ao lado de uma senhora filha de africanos, muito amiga de Iá Obá Bii, de nome Maria da Purificação Lopes, ou Badá Olufã Deii. As duas puseram o Axé a funcionar, e no dia 26 de junho de 1939 deu-se a inauguração da nova casa de veneração aos mortos, construída para as obrigações da finada Aninha, junto ao cruzeiro. Fizeram a iniciação das seguintes pessoas: Honorina, filha de Oçânhim; José e Hilda, ambos de Xangô; Senhorazinha e Dacruz, ambas de Oxum; e Isabel, de Iansã. Três dias depois, Fortunata e Antonieta, ambas de Obaluaiê; Dulcinha e Benzinha, ambas de lemanjá. Entrou também, mais três dias após, Stela, de Oxóssi. No mesmo ano, foi feita uma casa para Ogun, e reiniciaram-se obras do novo barracão e a construção da casa de Xangô. Passado um ano, em dezembro de 1940, Senhora, já sozinha na direção do Axé, fez a iniciação de seu primeiro iaô, de Oxalá, chamado Fernando, filho de Agripina Souza, a ialorixá do Axé Opô Afonjá do Rio de Janeiro, sem poder contar com o auxílio da velha Badá, que, doente, deixara à Senhora toda a responsabilidade do Axé. Badá não conseguiu recuperar a saúde, e, cerca de um ano depois, em fins de 1941, veio a falecer.” 